# Krtek
Krtek, el Topo (en original checo llamado Krtek, o Krteček, Talpa; en eslovaco Krtko; en alemán der Maulwurf; en húngaro Kisvakond; en Latinoamérica  Otto, el topo) es un personaje animado en una serie de dibujos animados creado por el animador checo Zdeněk Miler.
Apareció por primera vez en 1956 en Praga, cuando Miler quería crear un personaje animado sobre el proceso del lino. Miler quería elegir un animal para el papel protagonista, influido por Walt Disney, y decidió tomar un topo tras tropezar con una madriguera de topo durante un paseo. La primera película, llamada "Jak krtek ke kalhotkám přišel" ("Cómo el topo consiguió unos pantalones") fue estrenada en 1956, y el cariñoso personaje principal ganó una enorme popularidad en muchos países de la Europa del Este, y también en Alemania, Austria, India y China. En 1963 comenzaron a producirse más episodios, y hasta la fecha, se han creado alrededor de 50.
El primer episodio de la serie era narrado, pero Miler quería que la película se entendiera en todos los países del mundo, así que decidió utilizar las voces de sus hijas, reduciendo la expresión a exclamaciones cortas, para expresar los sentimientos y la percepción del mundo del topo. Miler enseñaba las películas en primer lugar a sus hijas, para decidir si el mensaje de la película era capaz de llegar a los niños o no.

## El Topo y la Panda
En 2014 la nieta de Zdeněk Miler concluyó con la televisión china CCTV el contrato para la creación de nuevas historias de El Topo. Vadim Petrov, quien compuso la música de los episodios originales, dijo que Zdeněk Miler no lo quería. Los episodios nuevos ya se originan con la nueva tecnología 3D y El Topo habla como uno más. Esa serie comenzó a transmitirse en China. El primer episodio de este tipo fue retransmitido en la TV Barrandov (TV Barrandov pertenece a una empresa de telecomunicaciones cuyo presidente es de origen chino) en marzo de 2016 con motivo de una visita estatal del presidente chino Xi Jinping a la República Checa.
La crítica de cine Mirka Spáčilová dijo que “El Topo se comporta de una manera que puede asustar a los amantes de El topo original de Zdeněk Miler”. Independientemente del contexto político distintivo de los episodios, podemos sentir que Topo vendió su carácter. Es hablador, angustiado y confeccionado. La nueva serie se llama El Topo y la Panda y tiene 52 episodios. En 2017 salió en la República Checa en DVD y fue retransmitida por la cadena de televisión Barrandov Plus.
En marzo de 2019 el Tribunal Superior de Justicia en Praga decidió que la nieta de Zdeněk Miler no tiene ni la licencia de El Topo, ni derecho para proporcionar licencias a los otros productores, y que el contrato del año 2011 no es válido, porque su contenido no era lo suficientemente específico.

## El Topo en el espacio
La estatuilla de felpa de El Topo se convirtió en un símbolo de la última misión espacial del transbordador Endeavour, que promovía las ciencias y la investigación espacial para los niños del todo el mundo. El despegue tuvo lugar el 16 de mayo de 2011. El Topo voló al espacio con el diseño del astronauta A. J. Feustel, cuya esposa es de origen checo. Regresó el 1 de junio. El segundo viaje al espacio de El Topo tuvo lugar el 21 de marzo de 2018 y voló para el cambio en Sojuz. Hizo compañía a los astronautas en la Estación Espacial Internacional hasta el 4 de octubre de 2018.

## El Topo de viaje alrededor del mundo
Los viajeros Pavel Zrzavý y Martina Libřická llevaron consigo el Topo para el viaje alrededor del mundo. Su viaje comenzó el 8 de febrero de 2015 duro 527 días, viajaron por 22 países, visitaron cientos de lugares y conocieron muchas culturas interesantes. Los viajeros eligieron El Topo como el símbolo de la patria. El Topo viajó con su amigo El Ratón.

## Música
La música juega un papel importante en los dibujos animados de Krtek, ya que los personajes casi nunca pronuncian nada más que sonidos emocionales. La música de la serie original utiliza instrumentos musicales acústicos y eléctricos, en vez de sintetizadores.
Compositores:
- Miloš Vacek
- Vadim Petrov (1974-1994, la mayoría de los episodios)

## Películas cortas
| Episodio | Título en español                                | Título en checo                | Año  | Duración (minutos) |
| -------- | ------------------------------------------------ | ------------------------------ | ---- | ------------------ |
| 00.      | Cómo el topo consiguió unos pantalones           | Jak krtek ke kalhotkám přišel  | 1957 | 11:51              |
| 01.      | El topo y el coche                               | Krtek a autíčko                | 1963 | 14:30              |
| 02.      | El topo y el cohete                              | Krtek a raketa                 | 1965 | 08:40              |
| 03.      | El topo y el transistor                          | Krtek a transistor             | 1968 | 08:10              |
| 04.      | El topo y la estrella verde                      | Krtek a zelená hvězda          | 1969 | 07:30              |
| 05.      | El topo y el chicle                              | Krtek a žvýkačka               | 1969 | 07:20              |
| 06.      | El topo en el zoo                                | Krtek v Zoo                    | 1969 | 06:05              |
| 07.      | El topo jardinero                                | Krtek zahradníkem              | 1969 | 06:55              |
| 08.      | El topo y el erizo                               | Krtek a ježek                  | 1970 | 08:25              |
| 09.      | El topo y la piruleta                            | Krtek a lízátko                | 1970 | 08:00              |
| 10.      | El topo y la televisión                          | Krtek a televizor              | 1970 | 05:30              |
| 11.      | El topo y el paraguas                            | Krtek a paraplíčko             | 1971 | 07:10              |
| 12.      | El topo pintor                                   | Krtek malířem                  | 1972 | 09:35              |
| 13.      | El topo y la caja de cerillas                    | Krtek a zápalky                | 1974 | 05:30              |
| 14.      | El topo y la música                              | Krtek a muzika                 | 1974 | 05:15              |
| 15.      | El topo y el teléfono                            | Krtek a telefon                | 1974 | 05:25              |
| 16.      | El topo químico                                  | Krtek chemikem                 | 1974 | 05:30              |
| 17.      | El topo y la alfombra                            | Krtek a koberec                | 1974 | 05:40              |
| 18.      | El topo y el huevo                               | Krtek a vejce                  | 1975 | 05:35              |
| 19.      | El topo y el Árbol de Navidad                    | Krtek o Vánocích               | 1975 | 05:45              |
| 20.      | El topo fotógrafo                                | Krtek fotografem               | 1975 | 05:45              |
| 21.      | El topo relojero                                 | Krtek hodinářem                | 1974 | 05:25              |
| 22.      | El topo y el bulldozer                           | Krtek a buldozér               | 1975 | 05:43              |
| 23.      | El topo en el desierto                           | Krtek na poušti                | 1975 | 05:52              |
| 24.      | El topo en Carnaval                              | Krtek a karneval               | 1975 | 05:25              |
| 25.      | El topo y el carbón                              | Krtek a uhlí                   | 1995 | 04:10              |
| 26.      | El topo y sus amigos                             | Krtek a kamarádi               | 1995 | 05:18              |
| 27.      | El topo en fin de semana                         | Krtek a víkend                 | 1995 | 05:05              |
| 28.      | El topo y los robots                             | Krtek a robot                  | 1995 | 05:00              |
| 29.      | El cumpleaños del topo                           | Krtek a oslava                 | 1995 | 05:04              |
| 30.      | El topo y el patito                              | Krtek a kachničky              | 1995 | 05:00              |
| 31.      | El topo en el metro                              | Krtek a metro                  | 1997 | 05:20              |
| 32.      | El topo y las setas                              | Krtek a houby                  | 1997 | 04:28              |
| 33.      | El topo y la liebre                              | Krtek a zajíček                | 1997 | 05:11              |
| 34.      | El topo y la madre                               | Krtek a maminka                | 1997 | 05:20              |
| 35.      | El topo y el ratoncito / El topo y la inundación | Krtek a myška / Krtek a potopa | 1997 | 05:19              |
| 36.      | El topo y el muñeco de nieve                     | Krtek a sněhulák               | 1998 | 05:09              |
| 37.      | El topo y la flauta                              | Krtek a flétna                 | 1999 | 05:05              |
| 38.      | El topo y la fuente                              | Krtek a pramen                 | 1999 | 05:33              |
| 39.      | El topo y el quejica                             | Krtek a šťoura                 | 1999 | 05:21              |
| 40.      | El topo y la golondrina                          | Krtek a vlaštovka              | 2000 | 04:25              |
| 41.      | El topo y el pececito                            | Krtek a rybka                  | 2000 | 05:02              |
| 42.      | El topo y la ranita                              | Krtek a žabka                  | 2002 | 05:20              |

## Películas
| Título en español        | Título en checo      | Año  | Duración (minutos) |
| ------------------------ | -------------------- | ---- | ------------------ |
| El topo en la ciudad     | Krtek ve městě       | 1982 | 28:31              |
| El topo en un sueño      | Krtek ve snu         | 1984 | 28:09              |
| El topo y la medicina    | Krtek a medicína     | 1987 | 28:08              |
| El topo estrella de cine | Krtek filmová hvězda | 1988 | 27:47              |
| El topo y el águila      | Krtek a orel         | 1992 | 28:05              |
| El topo y el reloj       | Krtek a hodiny       | 1994 | 28:04              |

## Acortarse
| Título en español       | Título en checo   | Año  | Duración (minutos) |
| ----------------------- | ----------------- | ---- | ------------------ |
| El topo en la playa     | Krtek a dovolená  | 1998 | 01:15              |
| El topo y la casa       | Krtek a domek     | 1998 | 00:48              |
| El topo y las cerezas   | Krtek a třešně    | 1998 | 00:39              |
| El topo y el caracol    | Krtek a šnek      | 1998 | 01:03              |
| El topo y las joyas     | Krtek a šperky    | 1998 | 00:56              |
| El topo y la televisión | Krtek a televize  | 1998 | 00:39              |
| El topo y la ranita     | Krtek a žabka     | 1998 | 00:41              |
| El topo y el pintor     | Krtek malířem     | 1998 | 00:37              |
| El topo y el balón      | Krtek a balónek   | 1998 | 00:49              |
| El topo y la caja       | Krtek a krabice   | 1998 | 00:38              |
| El topo y el sombrero   | Krtek a klobouk   | 1998 | 00:45              |
| El topo y el mago       | Krtek a kouzelník | 1998 | 00:36              |
| El topo y el pato       | Krtek a kačenka   | 1998 | 00:38              |